# Aneta (persbureau)

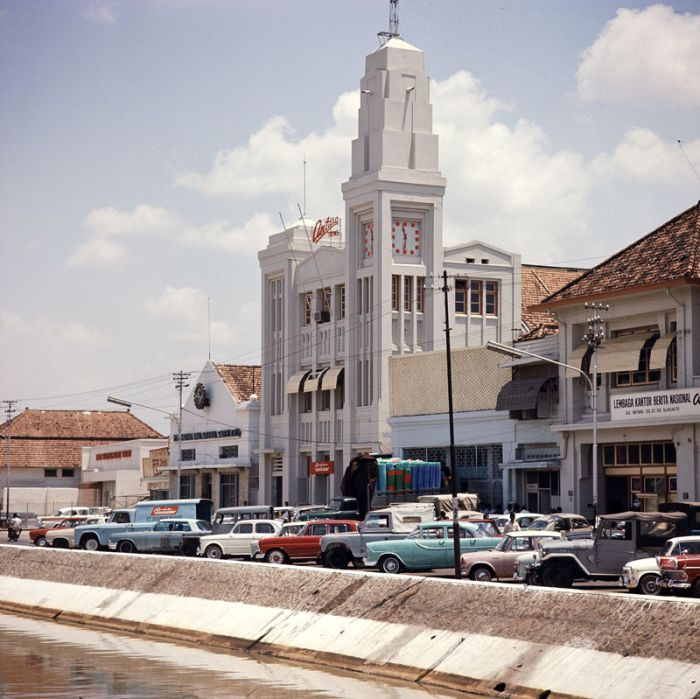
Het voormalige kantoor van Aneta in 1971

Het Algemeen Nieuws- en Telegraaf-Agentschap (Aneta) was een persbureau opgericht in 1917 in Nederlands-Indië. Het was het eerste zelfstandige Indische persbureau dat het nieuws doorgaf aan dagbladen en later ook aan de NIROM. 

## Oprichting
Op 1 april 1917 stichtte D.W. Berretty in Batavia het Algemeen Nieuws- en Telegraaf-Agentschap, kortweg Aneta. Vanaf zijn eerste werkdag richtte hij zich op het verkrijgen van meer en sneller nieuws dan de concurrenten. Zo maakte hij gebruik van de toegespeelde informatie van kapiteins van de Koninklijke Paketvaart Maatschappij, die het scheepvaartverkeer tussen de eilanden onderhield. Zij seinden hun nieuws naar Aneta.

## Distributie
Het eerste dagblad dat Indisch nieuws van Aneta betrok was De Telegraaf. Veelvuldig maakte Berretty gebruik van zijn kennis van het wereldwijde telegraafnet. Begin 1919 nam Berretty de concurrenten over, zowel het Nipa als Reuters' agentschap in Batavia. In 1920 had Aneta reeds veertig mensen in dienst; en werd een nieuw kantoor in Weltevreden in gebruik genomen. In 1924 werd een reclamebureau afgesplitst. Medewerkers waren onder meer Herman Salomonson.
In 1937 ontstond concurrentie in de vorm ANTARA; onder deze naam werkt het huidige Indonesische persbureau.